# Liste der Flughäfen in Saudi-Arabien
Die Liste der Flughäfen in Saudi-Arabien umfasst die wichtigsten Flughäfen Saudi-Arabiens, sortiert nach Orten.

## Flughäfen
Internationale Flughäfen sind fett hervorgehoben.
| Name des Flughafens                             | Ort                       | Provinz                   | IATA-Code | ICAO-Code | Anmerkung                                                        |
| ----------------------------------------------- | ------------------------- | ------------------------- | --------- | --------- | ---------------------------------------------------------------- |
| Flughafen Abha                                  | Abha                      | Asir                      | AHB       | OEAB      |                                                                  |
| Flughafen ʿArʿar                                | ʿArʿar                    | al-Hudud asch-schamaliyya | RAE       | OERR      |                                                                  |
| Flughafen al-Baha                               | al-Baha                   | al-Baha                   | ABT       | OEBA      |                                                                  |
| Flughafen Bischa                                | Bischa                    | Asir                      | BHH       | OEBH      |                                                                  |
| Flughafen al-Qasim                              | Buraida                   | al-Qasim                  | ELQ       | OEGS      |                                                                  |
| King Khalid Air Base                            | Chamis Muschait           | Asir                      | KMX       | OEKM      | nur militärische Nutzung                                         |
| Flughafen Dammam                                | Dammam                    | asch-Scharqiyya           | DMM       | OEDF      |                                                                  |
| Flughafen ad-Dawadimi                           | ad-Dawadimi               | Riad                      | DWD       | OEDM      |                                                                  |
| Internationaler Flughafen Dhahran (geschlossen) | Dhahran                   | asch-Scharqiyya           | DHA       | OEDR      | ab 2000 nur militärische Nutzung, ersetzt durch Flughafen Dammam |
| King Abdullah Air Base                          | Dhahran                   | asch-Scharqiyya           | DHA       | OEDR      | nur militärische Nutzung                                         |
| Flughafen Dschāzān                              | Dschāzān                  | Dschāzān                  | GIZ       | OEGN      |                                                                  |
| Internationaler König-Abd-al-Aziz-Flughafen     | Dschidda                  | Mekka                     | JED       | OEJN      |                                                                  |
| Flughafen Dschidda (bis 1982) (geschlossen)     | Dschidda                  | Mekka                     | JED       | OEJD      | geschlossen 1983, ersetzt durch OEJN                             |
| Flughafen al-Dschubail                          | al-Dschubail              | asch-Scharqiyya           | –         | OEJB      |                                                                  |
| Flughafen Hafar al-Batin                        | Hafar al-Batin            | asch-Scharqiyya           | AQI       | OEPA      |                                                                  |
| Flughafen Ha'il                                 | Ha'il                     | Ha'il                     | HAS       | OEHL      |                                                                  |
| Flughafen al-Ahsa                               | Hofuf                     | asch-Scharqiyya           | HOF       | OEAH      |                                                                  |
| Flughafen King Khalid Military City             | King Khalid Military City | asch-Scharqiyya           | KMC       | OEKK      | nur militärische Nutzung                                         |
| Flughafen Medina                                | Medina                    | Medina                    | MED       | OEMA      |                                                                  |
| Flughafen Nadschran                             | Nadschran                 | Nadschran                 | EAM       | OENG      |                                                                  |
| Flughafen Neom                                  | Neom                      | Tabuk                     | NUM       | OENN      |                                                                  |
| Flughafen al-Qurayyat                           | al-Qurayyat               | al-Dschauf                | URY       | OEGT      |                                                                  |
| Flughafen Rafha                                 | Rafha                     | al-Hudud asch-schamaliyya | RAH       | OERF      |                                                                  |
| Flughafen Riad                                  | Riad                      | Riad                      | RUH       | OERK      |                                                                  |
| Flughafen al-Dschauf                            | Sakaka                    | al-Dschauf                | AJF       | OESK      |                                                                  |
| Flughafen Scharura                              | Scharura                  | Nadschran                 | SHW       | OESH      |                                                                  |
| Flughafen Tabuk                                 | Tabuk                     | Tabuk                     | TUU       | OETB      |                                                                  |
| Flughafen Ta'if                                 | Ta'if                     | Mekka                     | TIF       | OETF      |                                                                  |
| Flughafen Turaif                                | Turaif                    | al-Hudud asch-schamaliyya | TUI       | OETR      |                                                                  |
| Flughafen al-ʿUla                               | al-ʿUla                   | Medina                    | ULH       | OEAO      |                                                                  |
| Flughafen Wadi ad-Dawasir                       | Wadi ad-Dawasir           | Riad                      | WAE       | OEWD      |                                                                  |
| Flughafen al-Wadschh                            | al-Wadschh                | Tabuk                     | EJH       | OEWJ      |                                                                  |
| Flughafen Yanbu                                 | Yanbu                     | Medina                    | YNB       | OEYN      |                                                                  |